# Ivtchenko AI-24

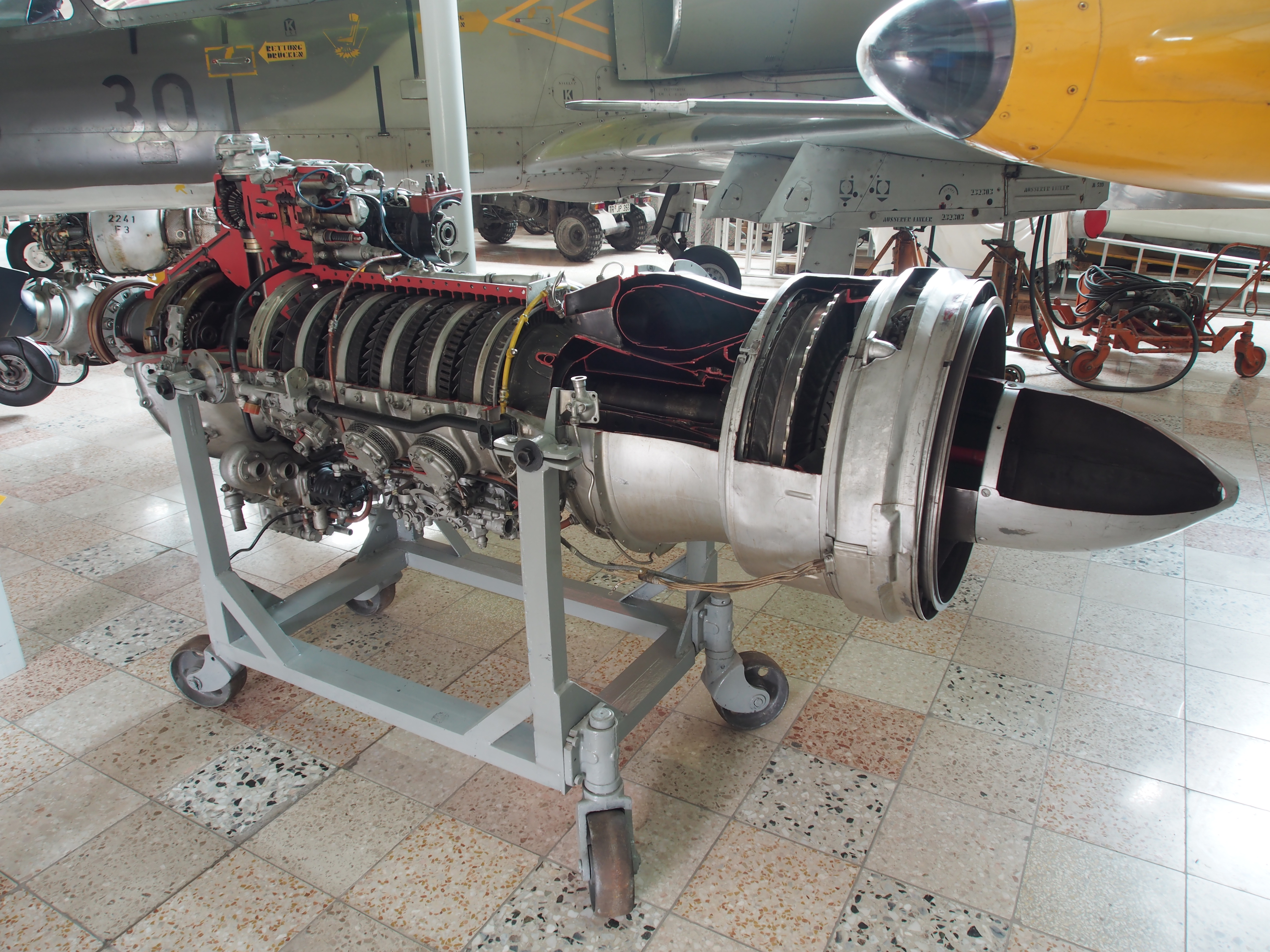
exemplaire en exposition.

Le Ivtchenko AI-24 est un turbopropulseur soviétique de la classe 2 500 chevaux. Produit en série à partir de 1960, il est équipé des bimoteurs conçus par Antonov : Antonov An-24 de transport régional, Antonov An-26 militaire, et Antonov An-30 de cartographie.

## Histoire
Le premier turbopropulseur conçu par le bureau d'études présidé par Alexandre Ivtchenko, et basé à Zaporizhzhia, est le Ivtchenko AI-20, de la classe 4 500 chevaux, qui équipe notamment l'avion de ligne Iliouchine Il-18. Le Al-24 est conçu comme une réduction du Al-20, destiné à des avions plus petits. Il reprend fidèlement l'architecture du Al-20.
Le Al-24V est une version du Al-24V servant de turbomoteur pour propulser un hélicoptère, il équipe le prototype du Mil Mi-8. Il n'est cependant jamais produit en série, le Klimov TV2-117 ayant été retenu

## Caractéristiques
Source : 
- Dimensions et poids
  - Longeur: 2 436 mm
  - Diamètre à l'admission : 360 mm
  - Masse à sec : 600 kg

- Architecture : turbine à simple corps
  - Compresseur : axial à 10 étages, taux de compression 7,05:1
  - Chambre de combustion : 8 tubes à flammes
  - Turbine : axiale à 3 étages